# Pasar malam
Pasar malam (indonezijski i malajski za "večernju tržnicu") je vrsta sajma koji se održava u večernjim satima. Prodaju se povrće i voće i druge namirnice, ali i igračke, odjeća i glazba. Osim kao središte za večernju trgovinu, pasar malam je često i turistička atrakcija. Radno vrijeme večernjih tržnica počinje oko 19h, završava oko 23h.
Pasar Malam u Nizozemskoj je sličan sajam iako se ne održava samo u večernjim satima. To je sastajalište za sve što ima veze s Indonezijom i indonezijskom kulturom. Najveći i najpoznatiji je Pasar Malam u Hagu koji se održava svake godine i koji se sada zove Tong Tong Fair.

## Vanjske poveznice
- Pasar Malam Besar
- Pasar Malam Senang, Leiden  Arhivirana inačica izvorne stranice od 14. svibnja 2008. (Wayback Machine)
- Pasar Malam Asia, Rotterdam  Arhivirana inačica izvorne stranice od 18. lipnja 2009. (Wayback Machine)